# بربرها (فیلم ۱۹۲۰)
«بربرها» (انگلیسی: The Barbarian) فیلمی در ژانر درام به کارگردانی دانالد کریسپ است که در سال ۱۹۲۰ منتشر شد.

## بازیگران
- مونرو سالیزبوری در نقش Eric Straive
- George Berrell در نقش Elliott Straive
- J. Barney Sherry در نقش James Heatherton
- Elinor Hancock در نقش Mrs. Heatherton
- جین نواک در نقش Floria Heatherton
- Anne Cudahy در نقش Sylvia Heatherton
- Michael Cudahy در نقش Roswell Heatherton
- آلن هیل سینیور در نقش Mark Brant
- Milton Markwell در نقش Mainhall
- لیلیان لیتون در نقش Redwing